# اقتصاد قبرص
اقتصاد قبرص، مدرج لدى صندوق النقد الدولي ضمن قائمة الاقتصادات المتقدمة عام 2001. ويصنف البنك الدولي قبرص ضمن الدول ذات الدخل الاقتصادي المرتفع.
في 1 يناير 2008، دخلت البلاد في منطقة اليورو واعتمدت اليورو كعملة رسمية، لتحل محل الجنيه القبرصي بسعر صرف ثابت لا رجعة فيه.
الجزء اليوناني من قبرص هو أغنى من الجزء التركي ويتمتع اقتصاده باستقرار أكثر، خاصة بعد انضمام قبرص إلى الاتحاد الأوروبي عام 2004. بلغ الناتج القومي للبلاد 4.9 مليار دولار أمريكي ومعدل 12,500 دولار أمريكي للفرد. اقتصاد قبرص كان أفضل اقتصاديات الدول العشرة التي انضمت للاتحاد الأوروبي عام 2004. يعمل حوالي ثلاثة أرباع القبرصيين في مجال الخدمات، بينما يشغل القطاع الزراعي فقط ما نسبته 5% من الأيدي العاملة. نسبة البطالة تبلغ حوالي 3,6%، هذه النسبة تقع تحت معدل الاتحاد الأوروبي.
الجزء الشمالي (التركي) يعاني من نسب بطالة وتضخم عالية، يرجع ذلك إلى عدم اعتراف دول العالم بالانفصال ومقاطعتها اقتصاديا. يعتمد في الأساس على قطاع السياحة والزراعة والدعم الآتي من تركيا. يأتي معظم الدعم التركي على شكل قروض، ولكن في غالب الأمر يتم إعفاء الحكومة الشمالية من دفعهم. أهم الصادرات هي المنتجات الزراعية وخاصة الحمضيات والبطاطس. أهم الشركاء التجاريين هم تركيا وبريطانيا.

## الزراعة
يتنوع اقتصاد الجزيرة من زراعي إلى صناعي وتعديني وسياحي، وتؤلف الأراضي القابلة للزراعة نسبة 43% من أراضي الجزيرة. ويعمل في الزراعة كأهم نشاط اقتصادي نحو 40% من القوى العاملة، إضافة إلى الزراعات البعلية السائدة في سهول الجزيرة وخاصة السهل الأوسط، ممثلة في الحبوب بمحصوليها الرئيسين القمح والشعير، وخاصة الشعير، وتنتشر الزراعات المروية بكثرة لجفاف الصيف، حيث الأنهار التي تمد السهول بمياه الري، والتي شيدت فيها السدود، وخاصة في نهري بيدياس ويالياس، ومن الزراعات الصيفية المروية الخضر المتنوعة، والمحاصيل النقدية كالقطن والقنب، كما تزرع الحمضيات بأنواعها، والعنب والتبغ، وتشتهر السهول الساحلية الجنوبية بزراعة البطاطا. وتغطي أشجار العنب والزيتون والتفاح التلال المنخفضة.
وفي المناطق الزراعية حيث تتوافر الأعلاف وبقايا الخضراوات والقطن تربى الأبقار والخنازير. وفي أجزاء عديدة من سهل ميساوريا تربى الأغنام والماعز.

## أهم الصناعات
أهم الصناعات هي الغذائية، المشروبات، الكيماويات، المنتجات المعدنية، السياحة والمنجات الخشبية. أهم الصادرات هي الحمضيات، العنب، النبيذ، الاسمنت، الملبوسات والأحذية. تشتهر قبرص بإنتاج أنواع خاصة من الجبن تعرف باسم جبنة الحلوم. أهم الشركاء التجاريين هم بريطانيا، الولايات المتحدة الأمريكية، اليونان، روسيا ولبنان.

## التعدين
يؤلف التعدين نحو 30ـ35% من صادرات الجزيرة، وتتمثل المعادن المستخرجة في بيريت الحديد وبيريت النحاس وخام النحاس التي تستخرج من جبال ترودوس، فالمستخرج من الجنوب الشرقي للجبال يصدر عن طريق ليماسول ولارنكا، والمستخرج من الجزء الشمالي الغربي من الجبال يصدر عن طريق ميناءي بينديا ومورفو. وبسبب الفقر في مصادر الطاقة، يصدر البيريت خاماً إلى الولايات المتحدة وبريطانيا بالدرجة الأولى، في حين يعالج خام النحاس ويصدر. كما تستخرج توضعات الإسبستوس (الحرير الصخري) من جبال ترودوس خلف ليماسول، ويعدن القليل من الكروم والحديد من المنطقة نفسها، ويستخرج الرخام من جبال كيرينيا، ويستعمل في البناء، وقليل منه يصدر. ويوجد الجبس بكميات كبيرة في الصخور الثلاثية في سهل ميساوريا وجبال كارباس، ويستخرج بسهولة وبكميات كبيرة للتصدير. ويحصل على ملح الطعام من ملاحات منتشرة على ساحل البحر عند لارنكا وليماسول.

## أهم المدن الإقتصادية
عاصمة قبرص نيقوسيا، وعدد سكانها نحو 135ألف نسمة (عام 1999)، وتتوسط سهل ميساوريا. وهي مركز إداري وتجاري وصناعي وثقافي، وترتبط غرباً بخط حديدي مع مدينة بيندايا وشرقاً مع مدينة فاماغوستا على الساحل الشرقي (50 ألف نسمة) وفيها مطار دولي. وثاني المدن سكاناً في قبرص هي مدينة ليماسول (56 ألف نسمة)، وهي أهم مركز تصدير للمعادن، ولارنكا (30 ألف نسمة) الميناء الثالث بعد فاماگوستا وليماسول، وهناك مدن أخرى بمنزلة موانئ صغيرة، كما في مدينة بافوس على الساحل الغربي، ومدينة كيرينيا على الساحل الشمالي.

## الطرق والمواصلات
مطار لارنكا الدولي هو أكبر مطار. كما توجد موانئ في كل من لارنكا، فاماگوستا، ليماسول، كيرينيا، بافوس وفاسيليكوس. لا توجد سكك حديدية في البلاد. لدى قبرص شركة طيران وطنية. النظام المروري في قبرص يتبع النظام الانگليزي، أي السواقة إلى جهة اليسار من الشارع.
وإضافة إلى الطريق الحديدي الذي يشق سهل ميساوريا من ساحله الشرقي إلى ساحله الغربي، تغطي مدن الجزيرة وقراها شبكة من الطرق البرية الواصلة بينها.

## وصلات خارجية
- Cyprus Economic Development على مشروع الدليل المفتوح